# Ciornomîn, Pișceanka
Ciornomîn (în ucraineană Чорномин) este localitatea de reședință a comunei Ciornomîn din raionul Pișceanka, regiunea Vinnița, Ucraina.

## Demografie
Componența lingvistică a localității Ciornomîn
     Ucraineană (96,52%)
     Rusă (2,76%)
     Alte limbi (0,42%)
Conform recensământului din 2001, majoritatea populației localității Ciornomîn era vorbitoare de ucraineană (96,52%), existând în minoritate și vorbitori de rusă (2,76%).